# 대나무 헬리콥터

대나무 헬리콥터의 모습이다.

대나무 헬리콥터(일본어: タケコプター 타케코푸타[*] 문화어: 장대비행기)는 후지코 F. 후지오의 만화 『도라에몽』에 등장하는 비밀도구이다. 어디로든 문과 더불어 작중에서 사용 빈도가 높은 도구 중 하나이다.

## 명칭
연재 초기에는 헤리톤보(일본어: ヘリトンボ)라고 명명했다(제1화 "미래의 나라에서 왔다" 초출시). "타케코푸타"라는 이름의 초출은 "초등학교 3학년" 1970년 6월호 게재 작품이지만 이 에피소드가 단행본에 수록될 때 헤리톤보에 치유되고 있었다. 그 동안 헤리톤보와 타케코푸타라는 두 명칭이 혼재하고 한 번은 "유치원" 1973년 3월호 게재 '하리에에혼 도라에몽'에서 "대나무 잠자리 헬리콥터"(일본어: たけとんぼへりこぷたー 타케톤보에리코푸타[*])로 명명된 적이 있었다.
TV 애니메이션 제1작(1973년 방송)에서는 명칭이 "헤리톤보"로 통일되어 있었지만 TV 애니메이션 제2작1기부터 "타케코푸타"로 통일되었다. 그 이유는 일설 중에 "헤리톤보"라는 단어가 듣기 힘들어서 바뀌었을 것이라고 한다. 얼마 후 원작에서도 "타케코푸타"로 통일되어 기존 이야기에서 "헤리톤보"라고 되어있던 표기도 "타케코푸타"라고 순차적으로 변경되었다. 현재 텐토우무시코믹스를 비롯한 단행본들은 모두 "타케코푸타"라고 표기되어 있지만 후지코 F. 후지오 대전집에서는 첫 등장시 "헤리톤보"라는 명칭이 사용된 이야기들은 모두 "헤리톤보"라고 표기되어 있다.

## 능력
어떤 곳이든 붙여서(만화, 애니메이션에서는 주로 머리에 붙인다.) 날 수 있다. STAND BY ME 도라에몽에서는 도라에몽이 1살짜리 어린 아이도 탈 수 있도록 제작한 것이라고 하고 오오야마 성우진판의 본편에서는 많은 연습이 필요한 어려운 도구라고 노비타가 말한다. 쉬운지 어려운지는 알 수 없다.

## 사용법
애니메이션에서는 보통 머리에 붙이고 그냥 난다. 그러나 미즈타판의 무인도에서 3000일에서는 노비타가 본체의 어느 버튼으로 추정되는 곳을 스쳐서 작동시킨다. 여기서도 자동으로 작동하는지, 직접 버튼으로 추정되는 것을 스쳐서 수동으로 작동시키는지 정확하게는 알 수 없다.

## 기능 및 성능

### 양력을 발생시키는 타입의 기능 및 성능
양력을 발전시키는 버전의 내부 그림은 "도라에몽 비밀전백과"(테레비군 1980년 6월호 부록)에서만 발표되고 있다.
- 접착면 : 강력한 흡착판(텔레파시 장치가 붙여져 있어 사용자의 사념에 의해 탈착을 조작하는 것이 가능)
- 스타터 : 스위치 (반구 부분에 있는 버튼)
- 방향 전환용 장비 : 소형 컴퓨터
- 축 부분에 있는 장치 : 회점상닦기장치
- 프로펠러 : 슈퍼 윙
- 양력 : 100 킬로그램, 200 킬로그램[3]